# Isabella 2. af Spanien
Isabella 2. (født 10. oktober 1830, død 10. april 1904) var regerende dronning af Spanien i 1833-68.

## Biografi
Hun var datter til Ferdinand 7. og blev dronning ved hans død i 1833. Ferdinands bror, Don Carlos, som havde været kronprins før hendes fødsel, gjorde krav på tronen ifølge den Saliske lov der forbyder kvinder at arve tronen. Det ledte til den Første Carlistkrig.
Efter syv års kamp vandt isabelliterne. Hun blev gift med sin fætter, Francisco de Asís, hertug af Cádiz, og de fik tolv børn.
Isabella måtte flygte fra landet efter den Spanske revolution af 1868 og abdicerede i 1870. Hun besøgte Spanien efter at hendes søn Alfons 12. blev konge i 1875, men levede mest i landflygtighed i Paris, hvor hun døde. Hun er begravet i Escorial.